# نیروی دلتا ۳: قاتل بازی
نیروی دلتا ۳: قاتل بازی (انگلیسی: Delta Force 3: The Killing Game) فیلمی در ژانر اکشن به کارگردانی سام فرستنبرگ است که در سال ۱۹۹۱ منتشر شد. از بازیگران آن می‌توان به نیک کاساوتیس، اریک داگلاس، و مایک نوریس اشاره کرد.